# Very ’eavy... Very ’umble
Very 'eavy... Very 'umble – debiutancki album brytyjskiej rockowej grupy Uriah Heep wydany w czerwcu 1970 przez wytwórnię Mercury. Ukazał się w dwóch wersjach: europejskiej i amerykańskiej. Ta druga posiadała inną okładkę, nazwę (po prostu Uriah Heep), oraz układ utworów.
Określono go jako reprezentującego m.in. gatunki hard rock, rock progresywny, blues rock, art rock i heavy metal.

## O albumie
Nagrania odbyły się między lipcem 1969 a początkiem 1970 roku. Z powodu problemów z utrzymaniem stałego składu utwory powstawały w różnych kombinacjach personalnych. Największy problem zespół posiadał z obsadzeniem instrumentów perkusyjnych. Nigel Olsson, oryginalnie znajdujący się we wkładce płyty na tym miejscu, zagrał zaledwie w dwóch utworach, zanim przeszedł do grupy Eltona Johna. Pozostałe zostały zarejestrowane przez Alexa Napiera, będącego w składzie, gdy zespół jeszcze nazywał się Spice. W czasie nagrywania albumu do zespołu doszedł Ken Hensley, przez co główny kompozytor na kolejnych wydawnictwach nie posiadał wkładu w powstawanie materiału na debiut. Dodatkowo we dwóch utworach na instrumentach klawiszowych zagrał Colin Wood. Very 'eavy... Very 'umble zespół nagrywał w Lansdowne Studios, gdzie „za ścianą” Deep Purple rejestrował In Rock, co również wpłynęło na brzmienie materiału. Powstały album jest bardzo różnorodny stylistycznie. Są zarówno wpływy bluesa („Lucy Blues”), rocka progresywnego i jazzu („Come Away Melinda” i „Wake Up (Set Your Sights)”), jak i utwory oparte w głównej mierze na brzmieniu gitarowym („Walking in Your Shadow”, „Dreammare”) lub organowym („Gypsy”, „I'll Keep on Trying”).
Album nie spotkał się z dobrym przyjęciem krytyki. Świadczyć może o tym recenzja zamieszczona w Rolling Stones Magazines:

Jeżeli temu zespołowi się powiedzie, popełnię samobójstwo. Po pierwszej linijce wiecie, że nie chcecie tego słuchać. Uriah to dziesiąte popłuczyny po Jethro Tull, tylko jeszcze bardziej nużące i bezmyślne. (If this group makes it I'll have to commit suicide. From the first note you know you don't want to hear any more. Uriah is watered down , tenth-rate Jethro Tull, only even more boring and inane.)

## Lista utworów
| Nr | Tytuł utworu                | Autorzy           | Długość |
| -- | --------------------------- | ----------------- | ------- |
| 1. | „Gypsy”                     | Box/Byron         | 6.37    |
| 2. | „Walking in Your Shadow”    | Newton/Byron      | 4.31    |
| 3. | „Come Away Melinda”         | Hellerman/Minkoff | 3.46    |
| 4. | „Lucy Blues”                | Box/Byron         | 5.09    |
| 5. | „Dreammare”                 | Newton            | 4.39    |
| 6. | „Real Turned on”            | Box/Byron         | 3.37    |
| 7. | „I'll Keep on Trying”       | Box/Byron         | 5.24    |
| 8. | „Wake Up (Set Your Sights)” | Box/Byron         | 6.22    |
|    |                             |                   | 0:36    |

amerykańska wersja zawiera pod numerem 4 utwór "Bird of Pray", zamiast "Lucy Blues"
po remasteringu album został ponownie wydany w 1996 z trzema dodatkowymi utworami:
1. Gypsy (wersja singlowa)
2. Come Away Melinda (wcześniej niezrealizowana)
3. Born In A Trunk (wcześniej niezrealizowana)

wznowienie z 2003 zawierało następujące dodatkowe nagrania:
1. Bird Of Prey (z amerykańskiej wersji albumu)
2. Born In A Trunk (wcześniej niezrealizowany wokal)
3. Gypsy (wydłużona wersja)
4. Wake Up (Set Your Sights) (wcześniej niezrealizowana)
5. Born In A Trunk (wersja instrumentalna)
6. Dreammare (sesja BBC)
7. Gypsy (sesja BBC)

## Twórcy
- David Byron – śpiew
- Ken Hensley – pianino, organy, mellotron, slide guitar, śpiew
- Mick Box – gitara prowadząca i akustyczna, śpiew
- Paul Newton – gitara basowa, śpiew
- Nigel Olsson – perkusja w "Lucy Blues" i "Dreammare"
- Alex Napier - perkusja, wszystkie utwory oprócz "Lucy Blues" i "Dreammare"
- Colin Wood - instrumenty klawiszowe w "Come Away Melinda" i "Wake Up (Set Your Sights)"

- produkcja: Gerry Bron
- inżynier dźwięku: Peter Gallen
- mixy: Peter Gallen, Peter Olliff
- zdjęcia: Pete Smith